# Roberto Saviano
Roberto Saviano (Nàpols, 22 de setembre de 1979) és un periodista i escriptor italià llicenciat en filosofia per la Universitat Frederic II de Nàpols. Forma part del grup d'investigadors de l'Observatori sobre la Camorra i sobre la Il·legalitat. Habitualment col·labora a l'Espresso. En els seus escrits utilitza tècniques del reportatge i de la narrativa per explicar la realitat econòmica i territorial de la Camorra i d'altres formes de crim organitzat.
Saviano va fer-se conegut mundialment amb la publicació de Gomorra, on descriu els negocis de la Camorra napolitana. La gran repercussió que va tenir, amb més d'un milió de còpies venudes, va reobrir a Itàlia el debat sobre la Màfia, i va suposar a l'autor amenaces de mort de les famílies camorristes. Des de l'octubre de 2006 l'escriptor viu amb escorta permanent. El 14 d'octubre de 2008 la premsa, gràcies a la informació d'un penedit, va desvelar que el clan dels Casalesi tenia previst assassinar-lo en un atemptat que es produiria a l'autopista entre Roma i Nàpols abans de Nadal. Des d'aleshores, Roberto Saviano viu amagat fora d'Itàlia.
Per la seva posició tan ferma és considerat un heroi nacional per importants escriptors i personatges de la cultura de l'alçada de Umberto Eco. Dario Fo, Günter Grass, Desmond Tutu, José Saramago i molts d'altres han mostrat la seva solidaritat amb el napolità
El 2018, en una carta publicada a Le Monde amb Erri de Luca, Daniel Pennac, i Jean Marie Laclavetine van demanar l'alliberament dels presos polítics catalans.

## Cinema
- Gomorra (2008), del director italià Matteo Garrone. Saviano va col·laborar en el guió. La pel·lícula va guanyar el Gran Premi en el Festival de Canes de 2008, així com el premi Città di Roma – Arcobaleno Latino 2008.